# NSport
nSport+ è una rete televisiva generalista polacca gestita e di proprietà di Grupa ITI che trasmette in lingua polacca.